# Diszgráfia
A diszgráfia (latinul dysgraphia) jelentése: írászavar. A görög disz- és a graphia szavakból alkották, ahol a disz- jelentése "rosszul", a graphia írás.
Hasonlóan a diszlexiához, óvodás korú gyerekeknél, akik nem tudnak még írni, itt is legfeljebb csak veszélyeztetettségről beszélhetünk. A diszgráfia esetében sem feltétlenül jelenik meg az összes tünet minden esetben és itt is előfordulhat, hogy mindkét fajtája egyszerre jelenik meg egy gyerek esetében. Ilyenkor megesik, hogy teljes írásképtelenséget okoz.
A diszgráfia megjelenhet önállóan is, vagy lehet a diszlexia írásbeli megnyilvánulása. Lehet a rossz mozgáskoordináció tünete is.
A diszgráfiások szakvélemény alapján használhatnak az iskolában szövegszerkesztőt kézírás helyett, és felmentethetők az írásbeli számonkérés alól. A helyesíráson részben segíthetnek a gépi helyesírás-ellenőrzők, de ezek sem jelzik az összes hibát (például megy - meggy, már - műár, kar-óra ~ ka-róra), mivel ahhoz értelmezni kellene a szöveget.
A diszgráfiásokat elég súlyos helyzetben továbbra is fel lehet menteni bizonyos tantárgyak osztályozásából, valamint kaphatnak egyéb kedvezményeket is. A kormány reményei szerint a gyengébb tárgyakból kapott jegyek inkább ösztönözni fogják őket a felzárkózásra, holott ezek a rossz jegyek továbbra sem fogják őket ösztönözni arra, hogy kijavítsák őket. Mindazonáltal a megfelelő felzárkóztató képzés elég motivációt biztosít a tanuláshoz.

## Tünetei
Az írás rendezetlen, kusza, nem igazodik a vonalrendszerhez; a vonalvezetés hullámzó. A betűk formája változékony; ugyanaz a betű többféleképpen jelenhet meg, és a hasonló betűk között eltűnhet a különbség. A szavak közötti távolság nagy mértékben különböző. A ceruzafogás eltér a szokásostól: a diszgráfiás görcsösen fogja az írószert, erősen rányomja a papírra, és gyakran felkapkodja. A hosszú-rövid hangok megkülönböztetése, és a hagyományos írásmód különösen nehéz a számára.
Tollbamondáskor gondolkodnia kell a leírandó betűk alakján, így lemarad. Kapkodni kezd, és elhagyja a szavak és akár a mondatok végét, vagy éppen ellenkezőleg, egyes korábban hallott szótagokat beszúr. A szóközök, a központozás és a nagybetűk elmaradnak. Másoláskor nem tud egyszerre két-három betűnél többre emlékezni, ezért szintén lelassul.
A diszgráfia azonban nem egyenlő a rendezetlen külalakkal és a rossz helyesírással. A diszgráfiásnak gondjai vannak a nyelvtani műveletekkel. Ezek megértése, alkalmazása és megjegyzése nehéz feladat számára.

## Okai
A diszgráfia okai egyaránt lehetnek az észlelés zavarai és a mozgáskoordináció problémái is. Okozhatja a tér- és időbeli, látás- és hallásbeli elemző és összetevő folyamatok fejletlensége, az íráshoz szükséges képzetek kialakulatlansága, a térbeli és az időbeli tájékozódás nehézsége, és az átkódolás problémái.

## Formái
- Formai diszgráfia:

Ha az írás technikai része nehéz, a finommozgások vagy a szem-kéz koordináció pontatlansága miatt. Ilyenkor az írás külalakja csúnya, a betűk kilóghatnak a sorokból, rendezetlen az íráskép.
- Tartalmi diszgráfia:

Ha az írás külalakja elfogadható, de nagyon gyenge a helyesírás és nem tudja írásban kifejezni a saját gondolatait. Előfordulhat, hogy a gyermek esetleg szépen és hibátlanul másol, de tollbamondás után nagyon sok hibát ejt.

## Lelki problémák
Az iskolák, és az oktatási rendszer csak a mérhető teljesítményt – írást, olvasást, számolást – tudják értékelni, az attól eltérő tehetséget nem. A fel nem ismert diszgráfia miatt a gyereket lustának, ügyetlennek minősíti a környezete: tanárok, szülők egyaránt. Önértékelése nagy károkat szenved, önképe negatív; szorongani kezd, vagy agresszívvá válik.
A következmények egész életére kihatnak: lemarad, és sokkal kevesebbet tanul meg, mint amennyire szakszerű segítséggel képes lenne. Nagyon fontos, hogy a tanulási zavart időben felismerje a szülő vagy a pedagógus, és a gyermek megfelelő kezelésben részesüljön.

## Segítségnyújtás
A diszgráfia nem betegség, nem is fogyatékosság. Ha a szülő észleli a tüneteket, akkor minél előbb forduljon logopédushoz. Ha pedagógus jelzi a szülőnek, hogy diszgráfia állhat a háttérben, nagyon fontos, hogy a szülő ebben a segítő szándékot lássa, ne esetleg valamiféle megbélyegzést, hiszen végső soron rajta múlik, hogy mikor kerül a gyermek szakemberhez: márpedig minél hamarabb, annál hatékonyabb lehet a fejlesztés, aminek elmaradása fölöslegesen megnehezíti a gyermek további életét.
A szülő is, a pedagógus is feltétel nélkül fogadja el olyannak a gyermeket, amilyen, és ahogy tudják, motiválják őt. Dicsérjék, bíztassák, és ne keserítsék el, hogy más gyerekek esetleg ügyesebbek, könnyebben veszik az akadályokat. Keressék meg azokat a területeket, melyeken a gyermek kiemelkedőt tud alkotni, és hagyják, hogy kibontakoztassa képességeit. A gyermeket korábbi önmagához mérjék, és ne másokhoz. A gyakorlás legyen érdekes, változatos, gyakori szünetekkel, és juttassa a gyermeket sikerélményhez. Ne feledjük, hogy a nem tanulási célú közös játékok is segítenek a gyermek fejlődésében.

## Kezelése
A diszgráfia nem javul a sok másoltatással, hanem speciális kezelést igényel. Leküzdése sokszor nehezebb, mint a diszlexiáé.
Az íráskészséget diktálással fejlesztik: eleinte betűket és szótagokat mondanak tollba, később egyes szavakat. Megfigyeltetik és alaposan áttanultatják a betűk és a betűkapcsolatok formáját. A kezelés későbbi szakaszaiban a tanulónak képekről kell beszélnie, egyes szavakat mondania, mondatokat befejeznie.
A helyesírás javítására először a képességeket fejlesztik. A ritmusérzék, az alaktagolás, a hallási figyelem és felismerőképesség, és az emlékezet egyaránt fontos a helyesírás szempontjából. A nyelvtani elemzés is fejlesztésre szorulhat. Külön figyelmet fordítanak a szavakban megnyilvánuló és a mondatokban megjelenő hibákra.
A fogalmazási képesség növelése érdekében a tanulónak képekről kell mondatokat mondania, majd szöveget alkotnia. A szókincs gyarapodásával párhuzamosan leíratják a különféle szempontok szerint (szófaj, jelentésmező, mondatrész, ellentétek, csoportosítások) gyűjtött szavakat.

## Híres diszgráfiások
A híres diszgráfiások közé tartozik Agatha Christie, aki tollba mondta műveit, valamint George Washington, Albert Einstein és Molnár Tamás az Anti Fitness Club dalszövegirója és énekese is.